# Concholestes dentalii
Concholestes dentalii är en kräftdjursart som beskrevs av Giles 1888. Concholestes dentalii ingår i släktet Concholestes och familjen Corophiidae. Inga underarter finns listade i Catalogue of Life.